# Lathyrus pallescens
Lathyrus pallescens är en ärtväxtart som först beskrevs av Friedrich August Marschall von Bieberstein, och fick sitt nu gällande namn av Karl Heinrich Koch. Lathyrus pallescens ingår i släktet vialer, och familjen ärtväxter. IUCN kategoriserar arten globalt som livskraftig. Inga underarter finns listade i Catalogue of Life.